# اچ‌ام‌اس وایلد سوان (۱۸۷۶)
اچ‌ام‌اس وایلد سوان (۱۸۷۶) (به انگلیسی: HMS Wild Swan (1876)) یک کشتی بود که طول آن ۱۷۰ فوت (۵۱٫۸ متر) بود. این کشتی  در سال ۱۸۷۶ ساخته شد.